# Прозорово (Московская область)
Прозорово — деревня в Волоколамском районе Московской области России. Входит в состав сельского поселения Осташёвское. Население — 5 чел. (2010).

## География
Деревня Прозорово расположена на западе Московской области, в юго-западной части Волоколамского района, на левом берегу реки Исконы (приток Москвы-реки), примерно в 23 км к юго-западу от города Волоколамска, у границы с Шаховским районом. Ближайшие населённые пункты — деревни Сергово, Пески и Канаево.

## Население
| 1852 | 1859 | 1926 | 2002 | 2006 | 2010 |
| ---- | ---- | ---- | ---- | ---- | ---- |
| 235  | ↘218 | ↘206 | ↘13  | ↘9   | ↘5   |

## История
В «Списке населённых мест» 1862 года Прозорова — казённая деревня 2-го стана Можайского уезда Московской губернии по левую сторону торгово-просёлочного Гжатского тракта, в 40 верстах от уездного города, при реке Исконе, с 26 дворами и 218 жителями (101 мужчина, 117 женщин).
По данным 1890 года входила в состав Канаевской волости Можайского уезда, число душ мужского пола составляло 99 человек.
В начале XX века в Прозорове построена деревянная церковь Покрова Пресвятой Богородицы общины старообрядцев-поповцев Белокриницкого согласия. В 1930-х гг. была закрыта, в 1960-м сломана.
В 1913 году — 41 двор и старообрядческая церковь.
1918—1924 гг. — село Канаевской волости Волоколамского уезда.
1924—1929 гг. — село Осташёвской волости Волоколамского уезда.
По материалам Всесоюзной переписи 1926 года — центр образованного в 1925 году Прозоровского сельсовета Осташёвской волости Волоколамского уезда, проживало 206 жителей (88 мужчин, 118 женщин), насчитывалось 50 крестьянских хозяйств.
С 1929 года — населённый пункт в составе Волоколамского района Московского округа Московской области. Постановлением ЦИК и СНК от 23 июля 1930 года округа как административно-территориальные единицы были ликвидированы.
1929—1939 гг. — деревня Внуковского сельсовета Волоколамского района.
4 января 1939 г. — 17 июля 1939 г. — деревня Внуковского сельсовета Осташёвского района.
17 июля 1939 г. — 4 января 1952 г. — деревня Княжевского сельсовета Остшёвского района.
1952—1954 гг. — деревня Хатанковского сельсовета Осташёвского района.
1954—1957 гг. — деревня Болычевского сельсовета Осташёвского района.
С 7 декабря 1957 года — деревня Болычевского сельсовета Можайского района, а с 31 декабря того же года — Болычевского сельсовета Волоколамского района.
1958—1963 гг. — деревня Болычевского сельсовета Волоколамского района.
1963—1965 гг. — деревня Болычевского сельсовета Волоколамского укрупнённого сельского района.
1965—1994 гг. — деревня Болычевского сельсовета Волоколамского района.
В 1994 году Московской областной думой было утверждено положение о местном самоуправлении в Московской области, сельские советы как административно-территориальные единицы были преобразованы в сельские округа.
1994—2006 гг. — деревня Болычевского сельского округа Волоколамского района.
С 2006 года — деревня сельского поселения Осташёвское Волоколамского муниципального района Московской области.